# Gålsjön (Bo socken, Närke)
Gålsjön är en sjö i Hallsbergs kommun i Närke och ingår i Motala ströms huvudavrinningsområde.